# Pucungkerep
Pucungkerep is een bestuurslaag in het regentschap Wonosobo van de provincie Midden-Java, Indonesië. Pucungkerep telt 1724 inwoners (volkstelling 2010).